# Clique Girlz
Clique Girlz foi uma banda americana de Atlantic City, New Jersey formada pelas irmãs adolescentes Destinee & Paris, sua amiga Ariel Moore e respectivamente, Sara Diamond. Seu nome antigo era Clique. A banda tem pouco mais de 79 músicas o site: jovem.ig.com.br falou que a banda é a nova sensação dos adolescentes norte-americanos.

## Integrantes
O grupo foi composto por:
- Destinee Rae Monroe
- Paris Quinn Monroe

- Ariel Alexis Moore (saída em janeiro de 2009)
- Sara Diamond (entrou no lugar de Ariel e saiu da banda em maio de 2009)

## História
Em 2004, Destinee e Paris Monroe formaram um grupo com seu amigo de infância Ariel Moore, que eles conheceram na escola.
Então, os três começaram a atuar juntos como um grupo, chamado Clique (antes de serem assinados), com a mãe de Monroes, Lenore, como sua gerente. O grupo gravou a música "Lemonade" para Alex's Lemonade com a gravadora Rhino (uma parte da Warner Bros. Records).
Em concerto, o membro da banda Howie D os convidou para abrir um show. Eles abriram para outros artistas, incluindo Billy Ray Cyrus, The Click Five, Kirk Franklin, Os Jonas Brothers, e The Cheetah Girls.
O fim das Clique Girlz veio em novembro de 2009, depois da saída de 2 integrantes e a criação do novo twitter (@DestineeParis) e do novo site (DestineeAndParis.com), os fãs concluiram e as irmãs deixaram bem claro que Clique Girlz não existiam mais. Desde então, Destinee & Paris estão trabalhando em um novo álbum pela CherryTree Records previsto para 2010. O último single lançado com o nome do grupo foi 'Perfect Day', para o comercial do Beaches Resort, em que Destinee e Paris participaram.

## Discografia
- 2007: Bratz: Motion Picture Soundtrack
- 2008: Clique Girlz (EP)
- 2008: Incredible
- 2008: The Clique: Motion Picture Soundtrack